# دختر خانه‌دار
دختر خانه‌دار (انگلیسی: The Housekeeper's Daughter) فیلمی آمریکایی در سبک کمدی و به کارگردانی هال روچ است که در سال ۱۹۳۹ منتشر شد. از بازیگران آن می‌توان به جوآن بنت و آدولف منژو اشاره کرد.